# 음력 9월 15일
음력 9월 15일은 음력 9월의 15번째 날이다.

## 사건
- 1600년 - 도요토미 히데요시의 후계를 둘러싼 일본의 내전 세키가하라 전투.

## 문화
- 2003년 - GTB Fresh-FM (현 G1 Fresh FM) 라디오 방송 개국.

## 탄생
- 1974년 -
  - 대한민국의 성우 정형석.
  - 대한민국의 배우 조재윤.

## 사망
- 1903년 - 대한민국의 한글학자 정태진.

## 같이 보기
- 음력 360일: 1월 2월 3월 4월 5월 6월 7월 8월 9월 10월 11월 12월
- 전날:9월 14일 다음날:9월 16일 - 전달:8월 15일 다음달:10월 15일
- 양력:9월 15일
- 음력, 윤달